# Andrena limata
Andrena limata là một loài Hymenoptera trong họ Andrenidae. Loài này được Smith mô tả khoa học năm 1853.